# Salina (Insel)
Die Insel Salina gehört mit ihren Nachbarinseln Lipari, Vulcano, Filicudi, Alicudi, Panarea und Stromboli zum Archipel der Äolischen Inseln, die im Tyrrhenischen Meer vor der Nordküste Siziliens liegen.
Auf Salina liegen die drei Gemeinden Santa Marina Salina, Malfa und Leni, die der Metropolitanstadt Messina der italienischen Region Sizilien angehören.

## Geografie
Salina liegt nordwestlich der Hauptinsel Lipari. Sie ist mit 26,8 km² die zweitgrößte der Äolischen Inseln und ebenfalls vulkanischen Ursprungs. Das Erscheinungsbild der Insel prägen die Zwillingsvulkane Monte Fossa delle Felci (962 m) und Monte dei Porri (860 m).
Im Gegensatz zu den anderen Inseln des Archipels verfügt Salina über eine Süßwasserquelle und ist dadurch reich an Vegetation. Seit 1983 steht bis auf die unmittelbare Umgebung der Orte und einen schmalen Küstenstreifen im Nordosten die ganze Insel unter Naturschutz.
An der Nordküste liegt die Gemeinde Malfa (937 Einwohner; Stand: 31. Dezember 2009) mit den Orten Malfa und Pollara. An der Ostküste liegt die Gemeinde Santa Marina Salina (885 Einwohner) mit den Orten Santa Marina Salina und Lingua, an der Südküste die Gemeinde Leni (678 Einwohner) mit den Orten Leni und Rinella. Salina ist damit die einzige Insel der Inselgruppe mit eigenständigen Kommunalverwaltungen; alle anderen Inseln rechnen zur Gemeinde Lipari.
Der Fährhafen der Insel befindet sich in Santa Marina Salina, eine weitere Schiffsanlegestelle gibt es in Rinella.

## Geschichte
Salina war bereits in der mittleren Bronzezeit bewohnt. Das beweisen Funde einer kleinen Siedlung der Milazzese-Kultur bei Portella, im Nordosten der Insel. Das Dorf, das aus runden oder ovalen Hütten bestand, von denen bisher 17 ausgegraben wurden, entstand um die Mitte des 15. Jahrhunderts v. Chr. In der Siedlung wurden u. a. große Vorratsgefäße (Pithoi) entdeckt, die bis zu 500 Liter Wasser fassen konnten. Während Bernabò Brea, der ab den 1940ern die Siedlung archäologisch erforschte, das Ende von Portella durch eine Brandkatastrophe in die erste Hälfte des 13. Jahrhunderts v. Chr. datierte, ergaben Radiocarbondatierungen nach neueren Ausgrabungen 2006 und 2008, dass die Siedlung offenbar nur relativ kurz bestand und bereits gegen Ende des 15. Jahrhunderts zerstört und verlassen wurde.
Der griechische Name der Insel Didyme (Δίδυμη = Zwilling) leitete sich ab von den beiden Vulkanen, die das Landschaftsbild prägen. Der lateinische Name Salina (salzhaltig) stammt aus der Zeit der römischen Herrschaft, als sich im Südosten der Insel große Salzseen befanden.
Seit 1867 ist Salina unabhängig von der Gemeinde Lipari.

## Wirtschaft
Haupterwerbszweige der Landwirtschaft sind der Anbau der Rebsorte Malvasia di Lipari, aus der der für die Region typische Malvasia delle Lipari produziert wird, und die Kapernernte. Zusammen mit der sizilianischen Insel Pantelleria liefert Salina 95 % der italienischen Kapernernte. Im Sommer ist der Tourismus eine weitere wichtige Einnahmequelle der Einwohner.

## Kultur
Die Wallfahrtskirche Madonna del Terzito ist das älteste Marienheiligtum des Archipels. Sie steht auf den Fundamenten eines antiken, römischen Tempels, wurde ab 1622 erbaut und ab 1901 gründlich saniert. An den Gedenktagen der Madonna finden feierliche Prozessionen statt.
Seit 1991 veranstaltet die Gemeinde Malfa am ersten Juniwochenende die Sagra del cappero, das Kapernfest, bei dem Originaltrachten getragen und zu traditioneller Musik gefeiert wird.
1984 drehten die Brüder Taviani auf Salina den Film Kaos. 1994 drehte Michael Radford in Pollara den Film Der Postmann, der weltweit ein großer Erfolg war und mit 18 Filmpreisen ausgezeichnet wurde.

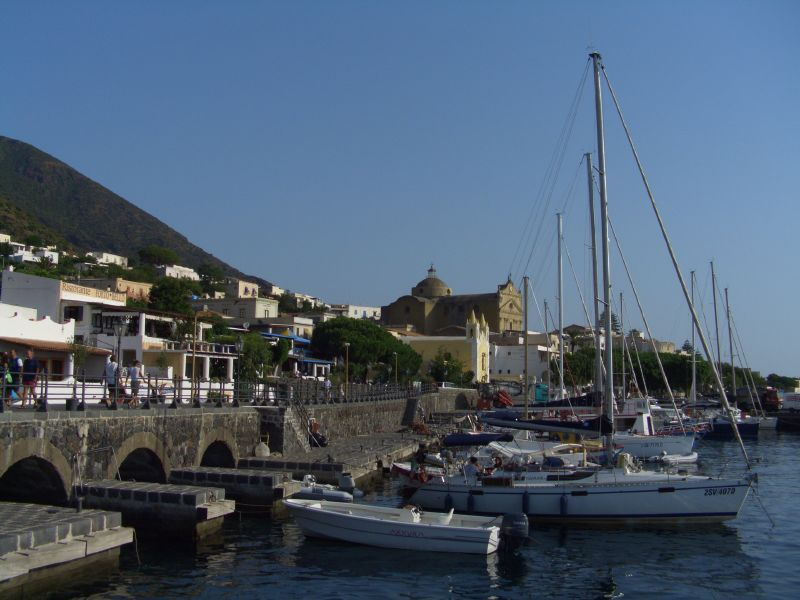
Hafen in Santa Marina Salina
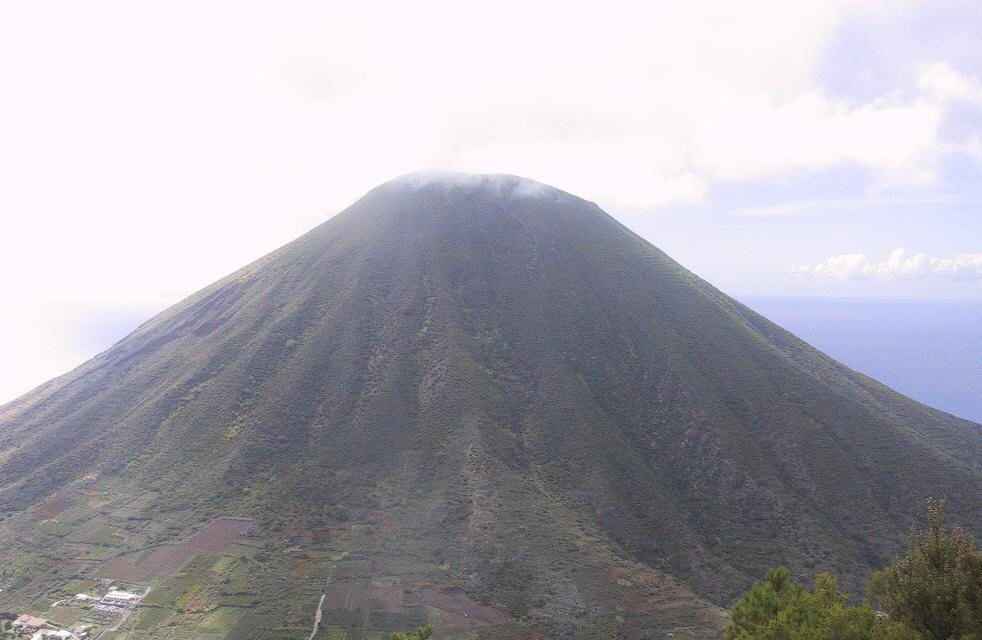
Stratovulkan Monte dei Porri
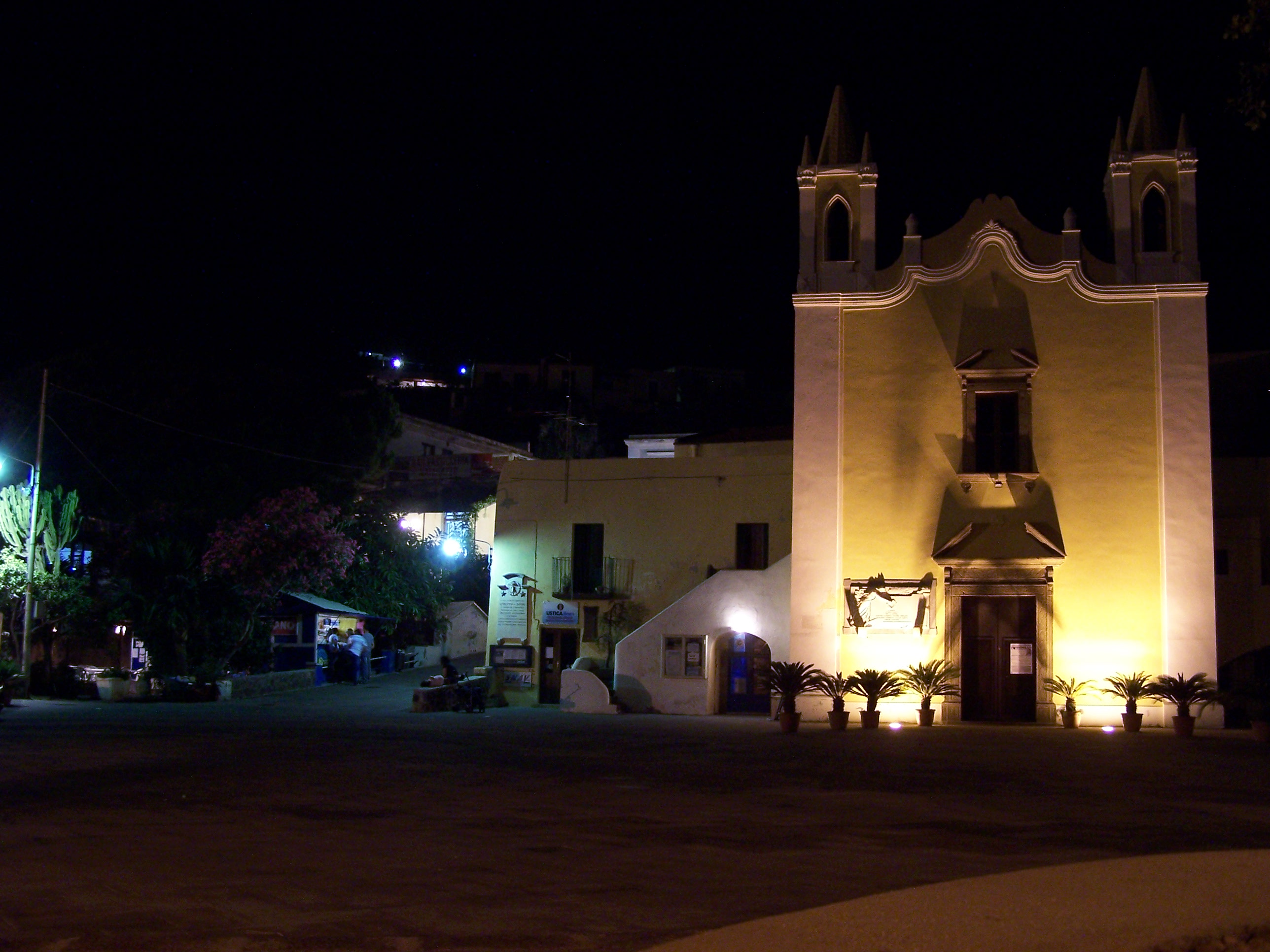
Kirche in Santa Marina Salina
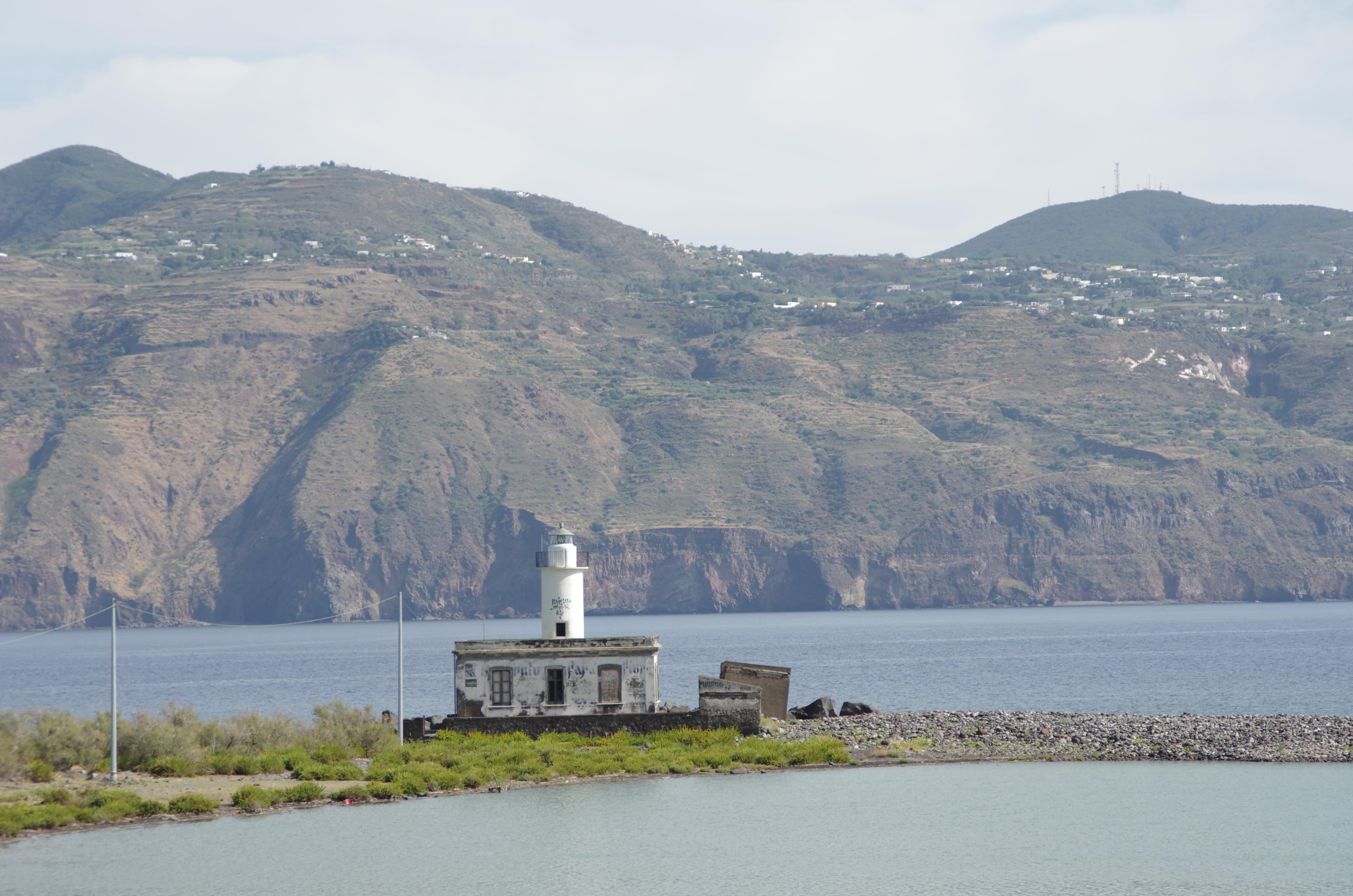
Leuchtturm an der ehemaligen Saline (im Hintergrund die Insel Lipari)